# Gihan Tubbeh
Gihan Tubbeh, est une photographe péruvienne, née en 1984 à Lima (Pérou).
Elle est lauréate du prix World Press Photo 2010 pour son reportage sur Adrian, un jeune autiste de 13 ans qui vit à Lima.

## Biographie

### Jeunesse et études
Gihan Tubbeh née en 1984 à Lima.
Elle suit des études de cinéma à l'université de Lima pendant trois ans avant d'étudier la photographie au Centro de la Imagen.
En 2009, elle participe à la Joop Swart Masterclass du World Press Photo et l'année suivante à la Reflexions Masterclass dirigée by Giorgia Fiorio.

### Carrière photographique
Le travail de Gihan Tubbeh mélange le documentaire et l'imaginaire. Son reportage sur Adrian, un jeune autiste de 13 ans qui vit à Lima lui vaut le premier prix World Press Photo 2010 dans la catégorie vie quotidienne.

## Distinctions reçues
- 2010 : premier prix du World Press Photo dans la catégorie reportage vie quotidienne[3]
- 2012 : prix Pictures of the Year International Latino America photojournalism[4]
- 2019 : premier prix Premio Pampa Energía FOLA[5]

## Expositions majeures
- 2018 : Malaria, festival Verzasca Photo à Sonogno en Suisse.